# Gien van Maanen
Gien van Maanen (Utrecht, 10 maart 1936 - Utrecht, 30 oktober 2023) was een Nederlandse handballer en voetballer. In de jaren vijftig van de twintigste eeuw was ze een belangrijke pionier voor het Nederlandse vrouwenvoetbal. Ze was de eerste keeper van het (toen nog) officieuze Nederlands vrouwenelftal en doelvrouw van het Nederlands vrouwenhandbalteam.

## Biografie
Van Maanen groeide op in Utrecht, waar haar vader een orthopedische schoenmakerij had aan het Neude, waar ze ook samen met haar ouders en haar zus Margot woonde. Ze ging naar de MULO en was vanaf 1950 doelvrouw bij het handbalteam voor meisjes van de Spoorweg Sportvereniging SSVU, omdat er toen nog geen voetbalclubs voor meisjes waren. Tegelijkertijd voetbalde ze op straat met de jongens uit de buurt. Vrouwen mochten in die tijd nog niet bij verenigingen voetballen omdat de Koninklijke Nederlandse Voetbalbond voetbal niet geschikt achtte voor 'dames'. In 1955 reageerde Van Maanen op een advertentie in het Utrechts Nieuwsblad om samen met andere vrouwen (onder wie de handballers Joke van de Groenekan en Clasien Verhoef) een eigen voetbalclub op te richten. De naam werd Herbido, afgeleid van de mannenclubs Hercules, Bilthoven en DOS. De vereniging werd op 13 januari 1955 opgericht. Dit was het eerste (onofficiële) Nederlandse vrouwenvoetbalelftal. Zestig vrouwen werden lid, die trainden op het veld van Velox aan de Koningsweg in Utrecht. Vanwege de astmatische bronchitis waaraan ze leed werd Van Maanen doelverdediger, zodat ze niet teveel hoefde te lopen.
De KNVB was fel tegen: de bond verbood dat in twee districten een vrouwencompetitie werd opgericht, scheidsrechters zouden op een zwarte lijst komen en officiële clubs mochten hun velden niet beschikbaar stellen aan het vrouwenvoetbal. Het team moest daarom zelf wedstrijden en trainingen organiseren, met Van Maanen als een van de drijvende krachten. Ondanks het verbod kwam er toch een KNVB-scheidsrechter bij hen fluiten, waarvoor hij geroyeerd werd door de bond. Voetballer Henk Temming, een van de vaders van de voetballers, had een eigen sportzaak en leverde de ballen en de sportkleding. Een andere vader, oud-international, werd de trainer van de vereniging.
Op 30 april 1955 werd de eerste vrouwenvoetbalwedstrijd in Utrecht gespeeld tegen het eveneens nieuwe Haagse team EHDVVV. Er waren 3000 toeschouwers. Herbido won de wedstrijd met 4-1. De opstelling was (waarschijnlijk):
Herbido
- Gien van Maanen (doel)
- Wil van Bruggen, An Algra (verdediging)
- Beb Temming, Betty Tombrink, Annie Brouer (midden)
- Ria van de Breul, Clasien Verhoef, Joke van de Groenekan, Puck de Bruin en Gea van Slageren (aanval).

Een maand later speelde de club in Straatsburg voor 7000 toeschouwers en won met 4-0. Het team had zelf oranje shirts gekocht zodat ze eruit zouden zien als het officiële Nederlandse team. Op 23 september 1956 was Van Maanen keeper voor het Nederlands elftal dat in Essen tegen West-Duitsland speelde, een wedstrijd die werd beschouwd als de eerste officiële interland voor Nederlandse vrouwen. Het Nederlandse team verloor met 2-1.
Vanwege de voortdurende tegenwerking door de KNVB richtte Van Maanen op een gegeven moment nog een team op met de naam 'Holland', zodat men in het buitenland zou denken dat dit het officiële Nederlandse vrouwenvoetbalteam was.
Van Maanen beoefende beide sporten in de avonduren en in het weekend, naast haar kantoorbaan als administratief medewerker bij achtereenvolgens de Wolvenpleingevangenis, het Utrechts Nieuwsblad en Aldipress. Toen dit op een gegeven moment teveel werd, moest ze kiezen. Omdat ze een gewild handballer was besloot ze zich vanaf 1959 geheel te wijden aan deze sport, ook omdat handbal beter was georganiseerd. Ze speelde tot 1968 als verdediger 32 interlands met het Nederlands vrouwenhandbalteam.
Na haar carrière als voetballer en handballer bleef Van Maanen sporten. Ze was lid van de tennisclub Plezierig Vermaak Door Vriendschap en ging jaarlijks op wintersport.
Toen het Nederlandse vrouwenelftal in 2017 deelnam aan het in Nederland georganiseerde EK Vrouwenvoetbal wist de media Van Maanen weer te vinden. Zij kreeg alsnog erkenning voor haar pionierswerk.
Van Maanen was haar leven lang vrijgezel en had geen kinderen. Ze overleed op 30 oktober 2023 op 87-jarige leeftijd.